# Franz Josef Niedenzu
Franz Josef Niedenzu (ur. 29 listopada 1857 w Kopernikach na Dolnym Śląsku, zm. 30 września 1937 w Braniewie) – niemiecki botanik, systematyk (skrót w taksonomii od jego nazwiska: Nied.).

## Życiorys
Urodził się na Śląsku w rodzinie rolniczej w miejscowości Koperniki, z której wywodzą się przodkowie Mikołaja Kopernika, którzy przez Kraków wywędrowali do Torunia. Franz Niedenzu uczęszczał do gimnazjum Carolinum w Nysie, gdzie w roku 1878 uzyskał świadectwo dojrzałości. Następnie studiował we Wrocławiu matematykę i nauki przyrodnicze, był tam również aktywnym członkiem katolickiego stowarzyszenia studenckiego. Po zdaniu egzaminu państwowego w 1886 r. pracował najpierw we wrocławskim Johannes-Gymnasium, a w roku 1888 został asystentem botanika profesora Adolfa Englera, pod którego kierunkiem obronił w 1889 roku doktorat. Gdy profesor Engler w 1889 został przeniesiony do Berlina, Niedenzu przeniósł się razem z nim. W Berlinie poznał swoją żonę Emmę Diefenbach.

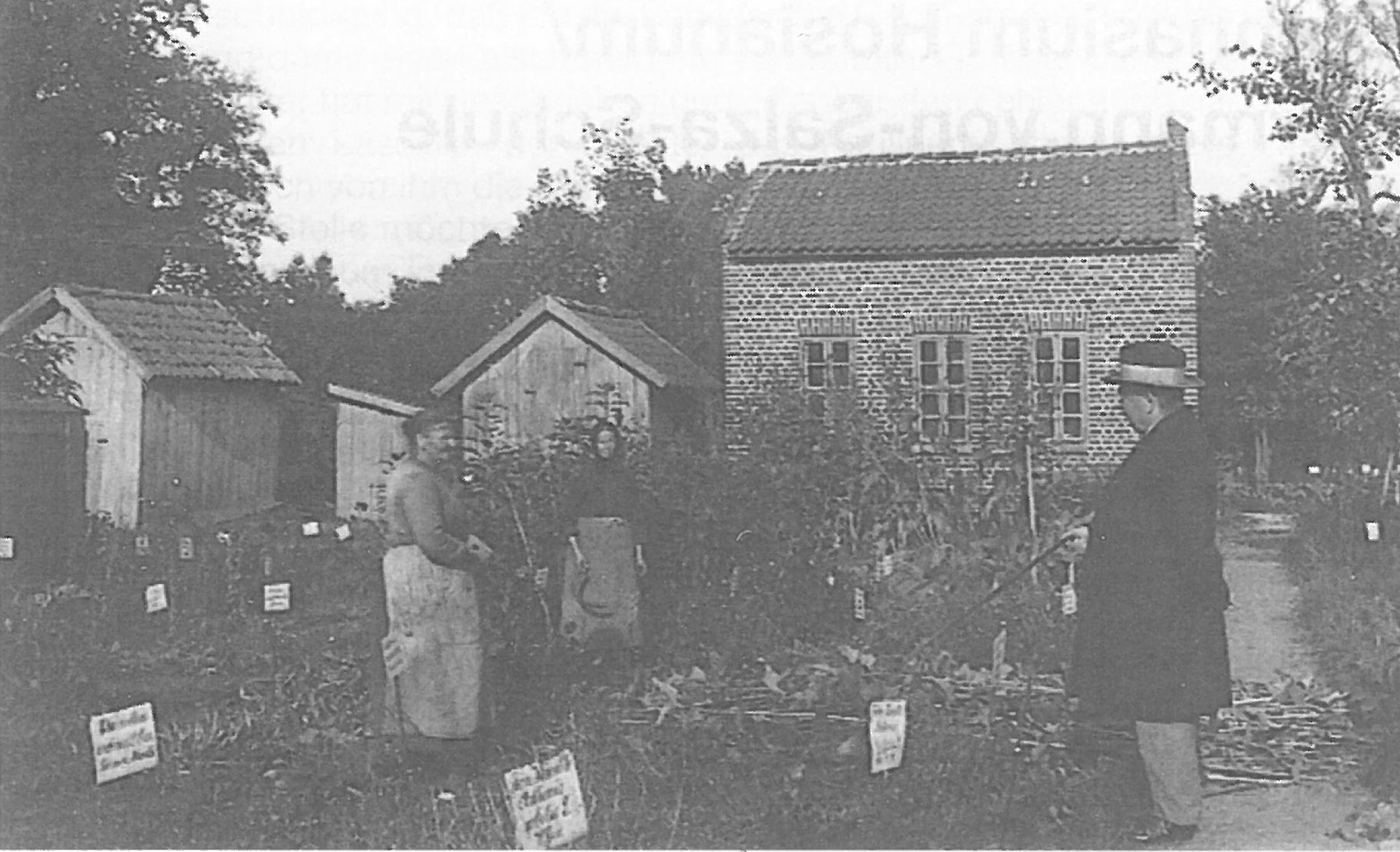
Franz Josef Niedenzu, prace w ogrodzie botanicznym w Braniewie

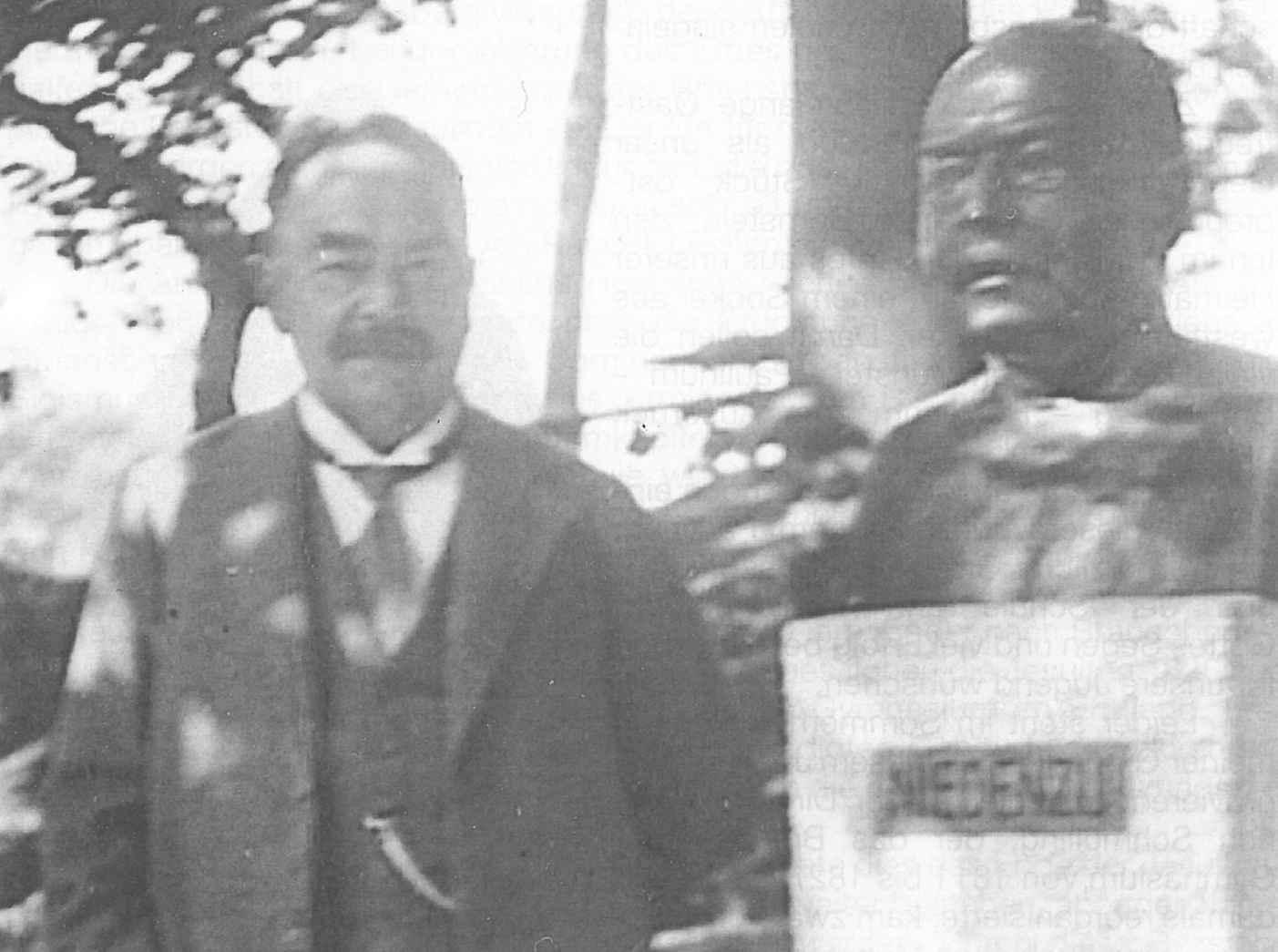
Franz Josef Niedenzu obok swojego popiersia, ufundowanego po jego przejściu na emeryturę w 1926

W 1892 roku Niedenzu otrzymał stanowisko wykładowcy na wydziale matematyki i nauk przyrodniczych w Królewskim Gimnazjum (Königlich-Katholisches Gymnasium), które w 1912 zostało przemianowane w Królewską Akademię (Königliche Akademie), a w 1919 w Państwową Akademię (Staatliche Akademie in Braunsberg). W Braniewie Niedenzu założył w 1892–1893 ogród botaniczny, w którym uprawiał 2500 gatunków i odmian roślin, wśród nich m.in. sprowadzone z Ameryki Południowej, w tym po raz pierwszy nieznane dotąd w całych Prusach Wschodnich pomidory. Po II wojnie światowej w tym miejscu utworzono istniejący do początku XXI wieku ogród zoologiczno-botaniczny w Braniewie. Wiele drzew posadzonych ręką profesora Niedenzu rośnie w tym miejscu do dziś, wśród nich m.in. tulipanowiec amerykański czy miłorząb dwuklapowy.

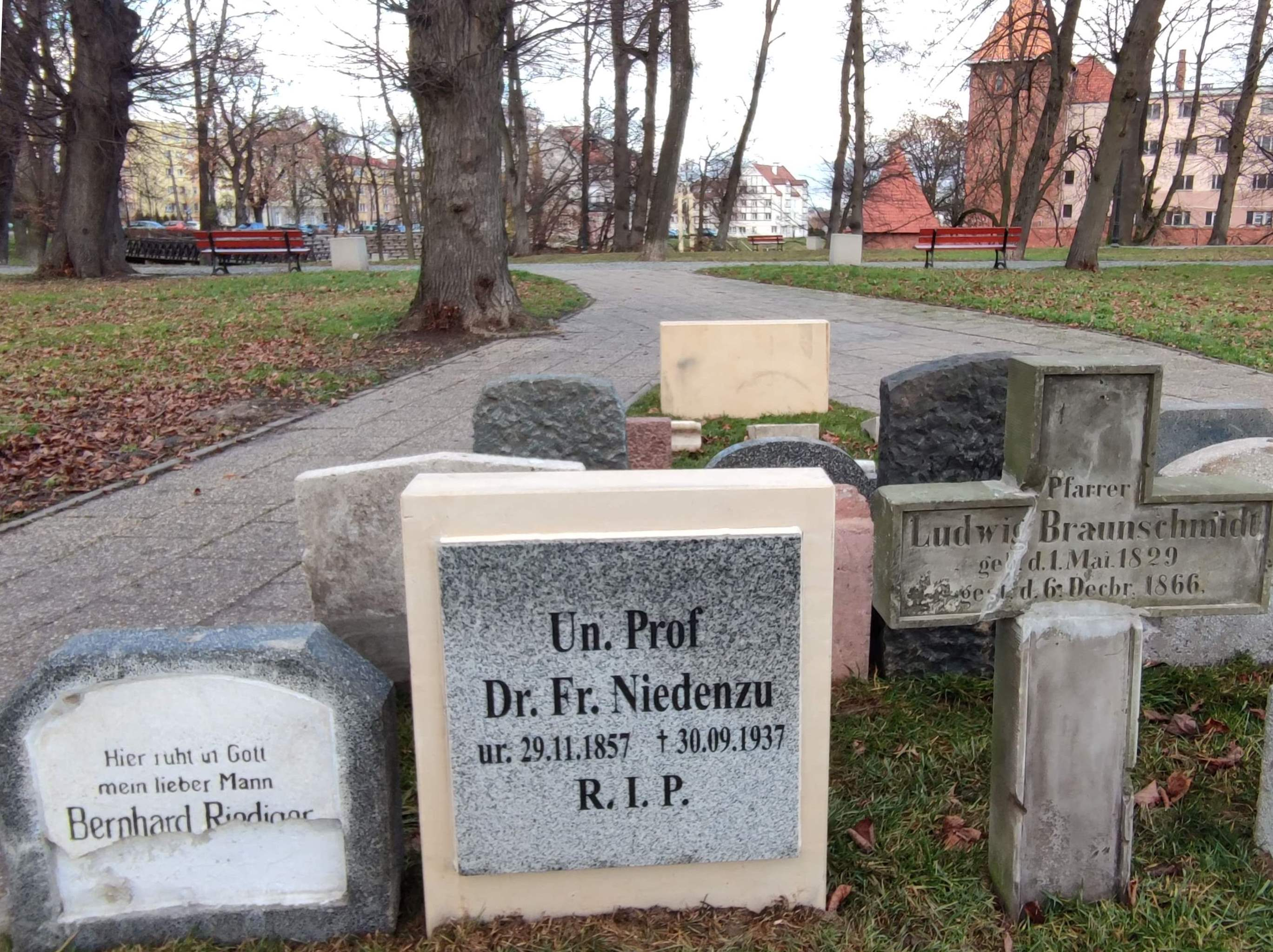
Pamiątkowy nagrobek profesora, ufundowany w otwartym w 2021 roku lapidarium na cmentarzu św. Jana

Jego głównym obszarem pracy była systematyka roślin. W tej dziedzinie rozwijał pracę swojego nauczyciela Englera, który opracował system taksonomii roślin, tzw. (system Englera).

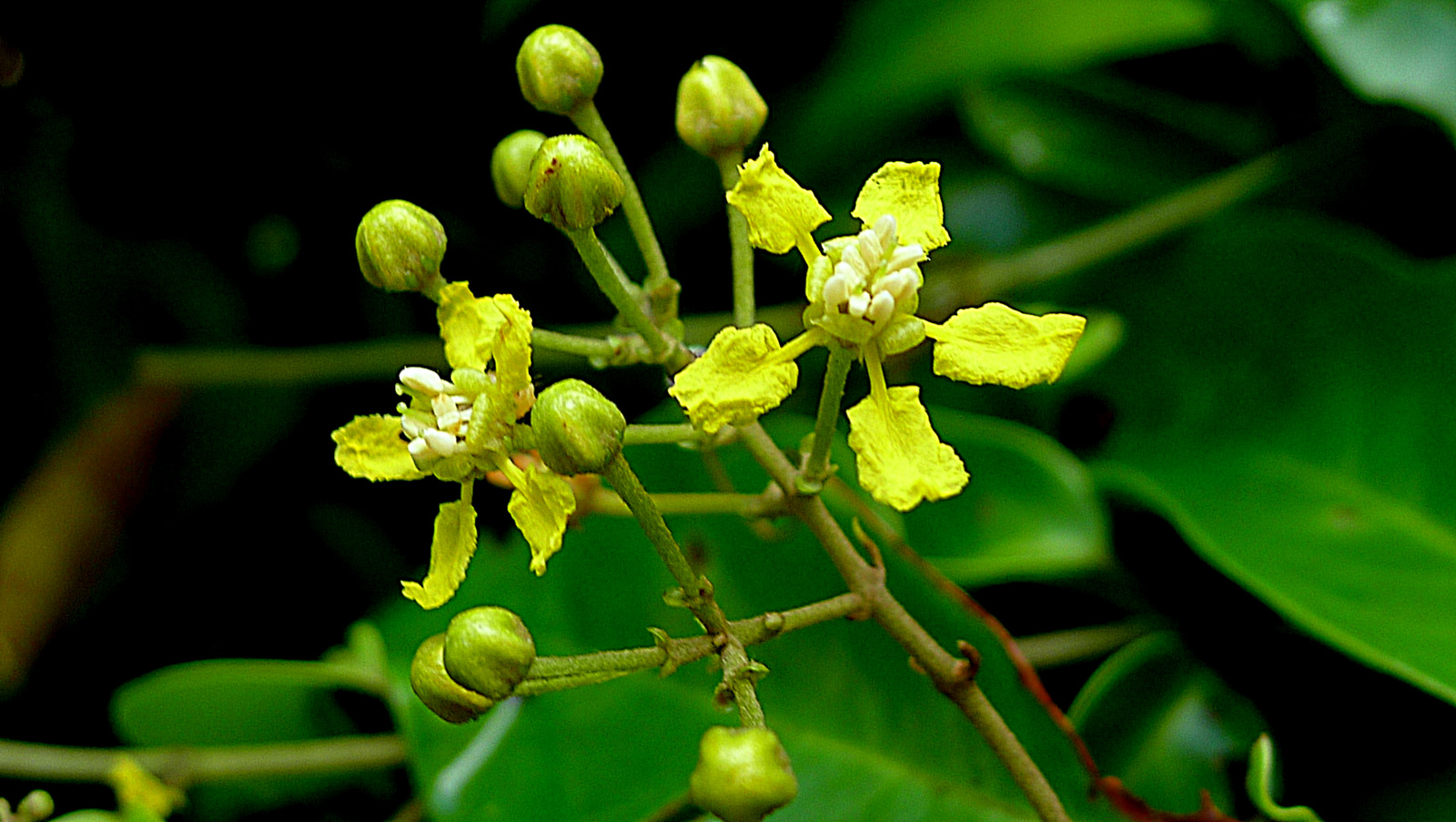
Niedenzuella sp. otrzymała nazwę na cześć braniewskiego botanika Franza Niedenzu

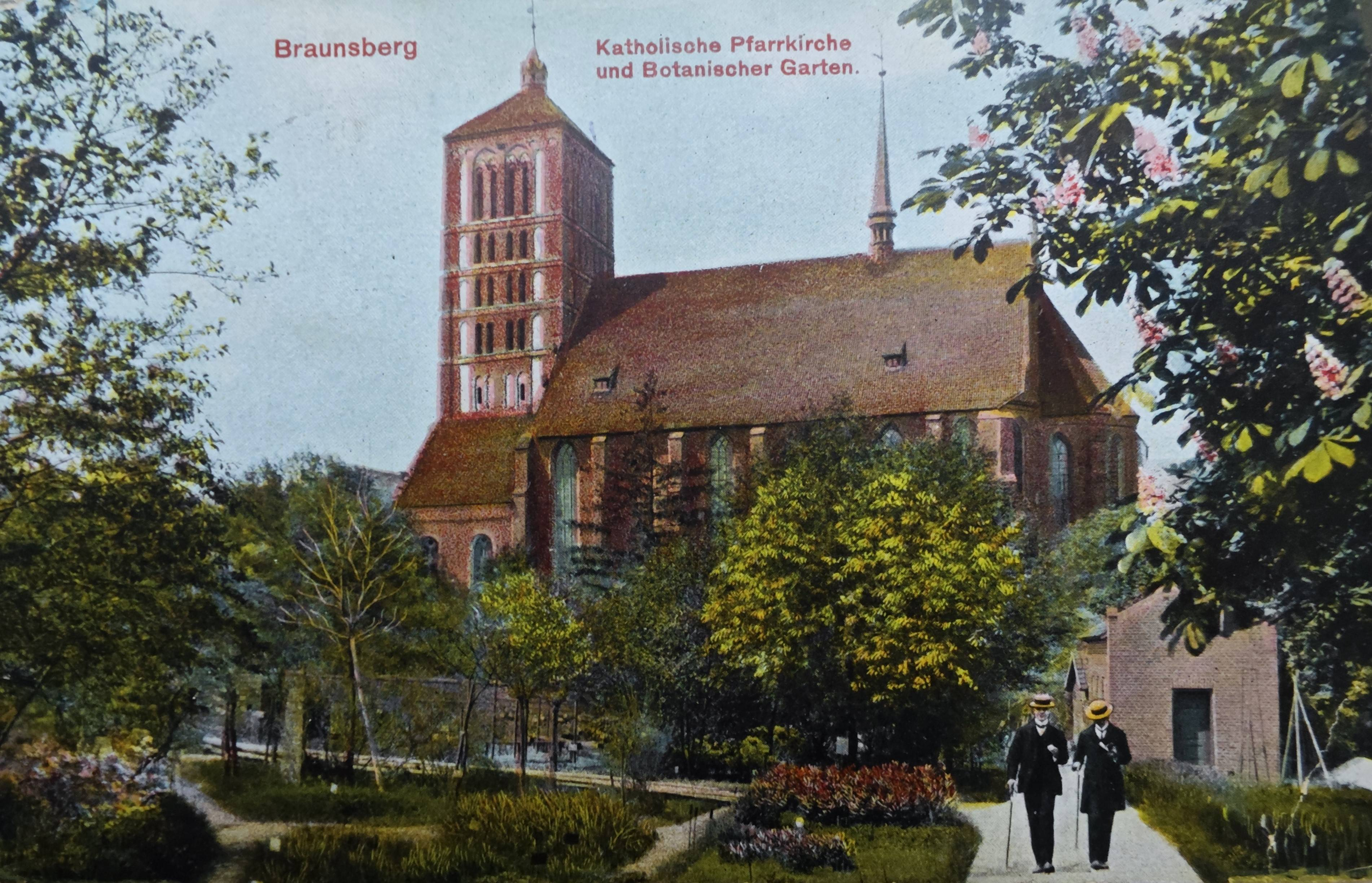
Ogród prof. Niedenzu na widokówce, 1917 rok

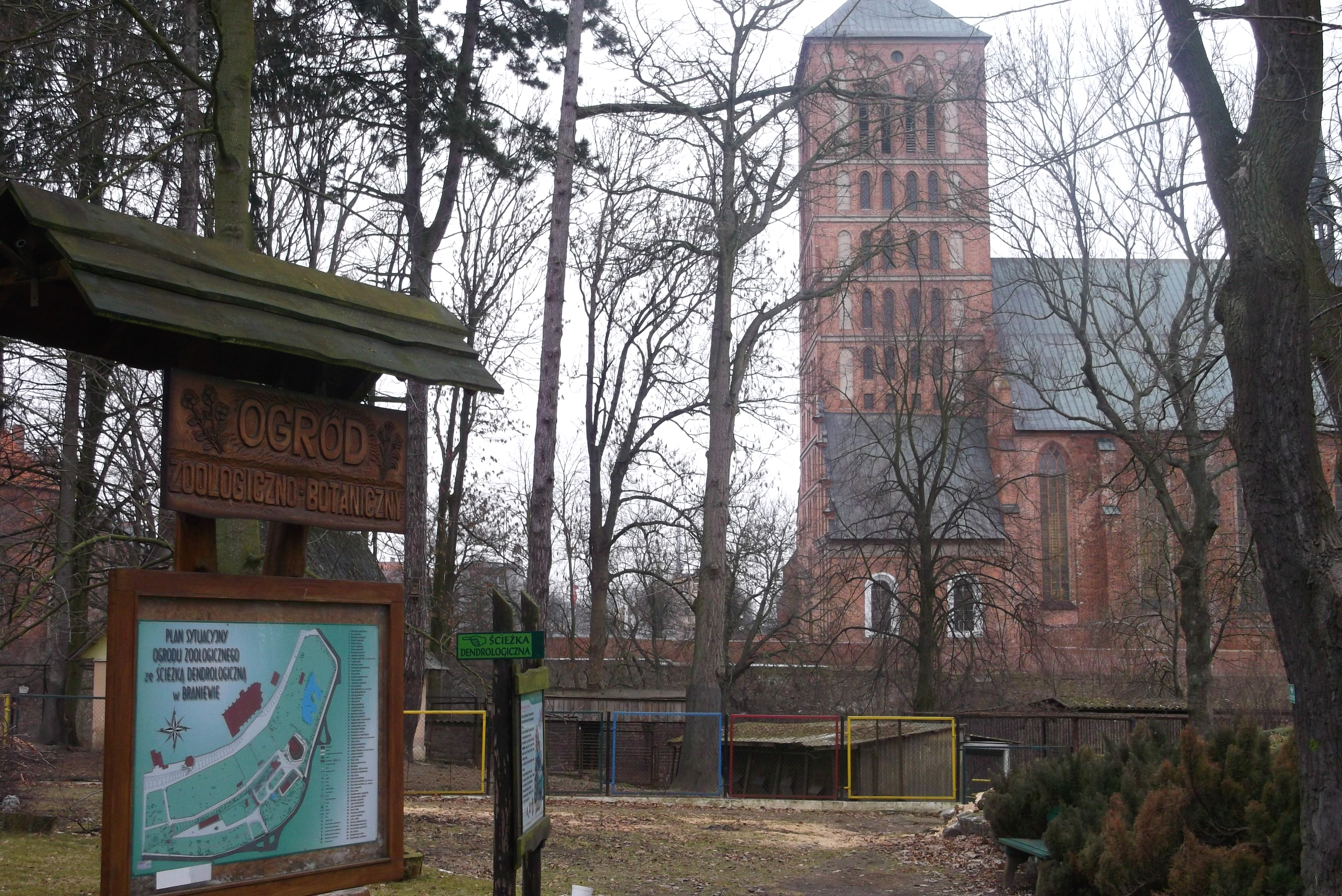
Ogród zoologiczno-botaniczny w Braniewie, powstały w miejscu założonego w 1893 przez Franza Niedenzu ogrodu botanicznego

Franz Niedenzu był redaktorem wydań od 20. do 22. Flora von Deutschland Christiana Augusta Friedricha Garcke. Znany był ze swojej pracy na temat roślin z rzędu malpigiowców; do dzieła swojego mistrza Adolfa Englera Das Pflanzenreich napisał rozdział Malpighiaceae. Do pracy Die Natürlichen Pflanzenfamilien Englera i Carla Prantla dodał opisy dziewięciu rodzin.
Franz Niedenzu, oprócz wykładów z botaniki, prowadził na uczelni w Braniewie również zajęcia z zoologii, chemii i fizyki. Był bardzo lubiany przez swoich uczniów, którzy nazywali go „papa Niedenzu”. W 1925 został rektorem Akademii w Braniewie, w rok później, w 1926, z powodu osiągnięcia wieku emerytalnego przeszedł na emeryturę. Za życia doczekał jeszcze upamiętnienia w postaci pomnika z jego popiersiem odsłoniętym w ogrodzie botanicznym. Zmarł w Braniewie 30 września 1937 r. i tam został pochowany na cmentarzu św. Jana (Johannisfriedhof). W ostatnią drogę odprowadziło go w kondukcie żałobnym 80 księży, tłumy mieszkańców, uczniów oraz studentów braniewskiej uczelni. Cmentarz, a z nim grób profesora, został zlikwidowany w latach 70. XX w. W 2021 roku ufundowana została płyta pamiątkowa w lapidarium na byłym cmentarzu upamiętniająca wybitnego botanika (na zdjęciu). Również po jego mieszkaniu w Braniewie nie ma współcześnie śladu – dom profesora przy ulicy Am Stadtpark 3 (pomiędzy amfiteatrem a pl. Wolności) został 3 lutego 1945 zniszczony trzema trafieniami bezpośrednimi ostrzeliwującej miasto Armii Radzieckiej, a po wojnie rozebrany. Miejsce po tym domu do dziś (rok 2023) pozostało niezabudowane.
Jedynym śladem po wieloletniej działalności profesora Niedenzu w Braniewie jest pamiątkowy nagrobek, odtworzony w 2021 roku na byłym cmentarzu św. Jana (na zdjęciu).

## Życie prywatne
7 października 1893 roku zawarł związek małżeński z Emmą Sophią, córką dyrektora kolei żelaznej w Berlinie Jacoba Diefenbach. Emma, tak jak mąż, była również aktywna w życiu społecznym Braniewa, została przewodniczącą Ojczyźnianego Związku Kobiet (Vaterländischer Frauenverein), organizacji mającej na celu niesienie pomocy potrzebującym, w tym rannym żołnierzom podczas wojen, oraz Czerwonego Krzyża. Pasjonowała się także teatrem i muzyką. Małżeństwo miało pięcioro dzieci – trzech synów i dwie córki, cała piątka dzieci przyszła na świat w Braniewie. Dwóch synów zostało lekarzami. Najstarszy syn Kurt (1894–1937) został chirurgiem, Arnold (1896–1973) był uznanym i cenionym ginekologiem i chirurgiem w Reszlu. Dwie córki zostały nauczycielkami. Starsza Erika (1895–1967), od 1924 zamężna z dr. med. Andreasem Fox, uczyła na Śląsku, w Dobrym Mieście i przez 2 lata w Braniewie, pisała również wiersze, 5 z nich opublikowanych zostało w Höhere Schulen, Heft 10. Maria (ur. 1902) była nauczycielką w Elisabethschule w Braniewie. Najmłodszy syn Harald (1898–1917) poległ w I wojnie światowej pod Poelkapelle we Flandrii i pochowany został na cmentarzu wojennym Hooglede.